# Canale del potassio

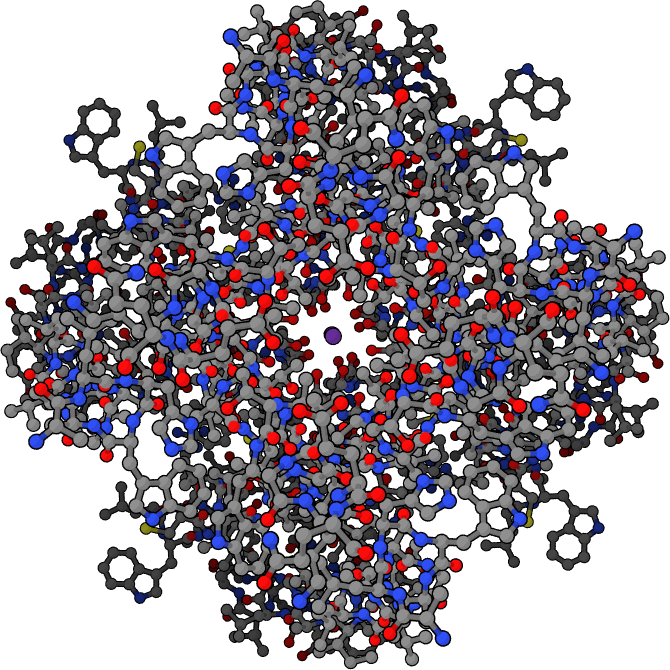
Vista dall'alto di uno ione potassio (in viola) in movimento attraverso un canale del potassio

Il canale del potassio, o meglio i vari tipi di canali del potassio, sono proteine integrali di membrana che formano canali ionici, che consentono il passaggio dei cationi del potassio (K+) attraverso la membrana plasmatica delle cellule. I canali del potassio sono il tipo più diffuso di canale ionico e si trovano in quasi tutti gli organismi viventi. Formano pori selettivi per gli ioni potassio che si estendono sulle membrane cellulari. Inoltre, i canali del potassio sono presenti nella maggior parte dei tipi cellulari e controllano un'ampia varietà di funzioni cellulari.

## Funzioni
I canali del potassio consentono il passaggio rapido e selettivo di ioni potassio secondo gradiente elettrochimico. Biologicamente, questi canali hanno la funzione di mantenere o ripristinare il potenziale di riposo in molte cellule. Nelle cellule eccitabili, come i neuroni, l'efflusso di ioni potassio plasma il potenziale d'azione . Dal momento che contribuisce alla regolazione del potenziale d'azione del muscolo cardiaco, il malfunzionamento dei canali del potassio può causare aritmie. I canali del potassio sono anche coinvolti nel mantenimento del tono vascolare, e regolano processi cellulari, come la secrezione di ormoni ( ad esempio, il rilascio di insulina dalle beta-cellule del pancreas); per questo un loro malfunzionamento può portare a malattie quali il diabete.

## Tipi di canali al potassio
Esistono quattro classi principali di canali del potassio:
- Canali del potassio attivati dal calcio - che si aprono in presenza di ioni calcio o altre molecole segnale.
- Canali per il potassio rettificatori entranti - nei quali la corrente (cariche positive) passa più facilmente verso l'interno della cellula.
- Canali del potassio tandem - che sono costitutivamente aperti e responsabili del potenziale di riposo delle cellule.
- Canali del potassio voltaggio dipendenti - sono canali ionici voltaggio-dipendenti che si aprono o chiudono in risposta alle variazioni del voltaggio transmembrana.

| Classe                                 | Sottoclasse | Funzioni                                                                                                   | Bloccanti                                                           | Attivatori                                        |
| Canali attivati dal calcio 6TM & 1P    | - canali BK - canali SK - canali IK | - inibizione in risposta al crescente calcio intracellulare                                                | - caribdotossina, iberiotossina - apamina                           | - 1-EBIO - NS309 - CyPPA                          |
| Canali rettificatori entranti 2TM & 1P | - ROMK (Kir1.1) | - riciclo e secrezione di potassio nei nefroni                                                             | - Non selettivi: Ba2+, Cs+                                          | - nessuna                                         |
| Canali rettificatori entranti 2TM & 1P | - Regolati da GPCR (Kir3.x) | - mediare l'effetto inibitorio di molti GPCR                                                               | - Antagonisti GPCR - ifenprodil                                     | - Agonisti GPCR                                   |
| Canali rettificatori entranti 2TM & 1P | - Canali del potassio ATP-sensibili (Kir6.x) | - si chiudono quando la concentrazione di ATP è alta per promuovere l'escrezione di insulina               | - glibenclamide - tolbutamide                                       | - diazossido - pinacidil - minoxidil - nicorandil |
| Canali tandem 4TM & 2P                 | - TWIK (TWIK-1, TWIK-2, KCNK7) - TREK (TREK-1, TREK-2, TRAAK) - TASK (TASK-1, TASK-3, TASK-5) - TALK (TASK-2, TALK-1, TALK-2) - THIK (THIK-1, THIK-2) - TRESK | - Contribuire al potenziale di riposo                                                                      | - bupivacaina - chinidina                                           | - alotano                                         |
| Canali voltaggio-dipendenti 6TM & 1P   | - hERG (Kv11.1) - KvLQT1 (Kv7.1) | - ripolarizzazione potenziale d'azione - frequenza dei potenziali d'azione (disfunzioni provocano aritmia) | - tetraetilammonio - 4-aminopiridina - alcuni tipi di dendrotossine | - retigabina (Kv7)                                |

## Struttura
I canali per il potassio hanno una struttura tetramerica in cui quattro subunità proteiche identiche si associano per formare un complesso disposto attorno a un poro ionico centrale (un omotetramero). Alternativamente quattro subunità proteiche simili ma non identiche possono associarsi per formare complessi eterotetramerici. Tutte le subunità del canale del potassio hanno una struttura distintiva (P-loop) che si trova nella parte superiore del poro ed è responsabile della permeabilità selettiva al potassio.
Oltre 80 geni codificano nei mammiferi le subunità dei canali del potassio. Tuttavia, i canali del potassio più studiati per quanto riguarda la struttura molecolare sono quelli dei batteri. Utilizzando la cristallografia a raggi X,  sono state acquisite informazioni su come gli ioni potassio passano attraverso questi canali e perché gli ioni sodio no.  Il Premio Nobel per la chimica 2003 è stato assegnato a Rod MacKinnon per il suo lavoro pionieristico in questo settore.

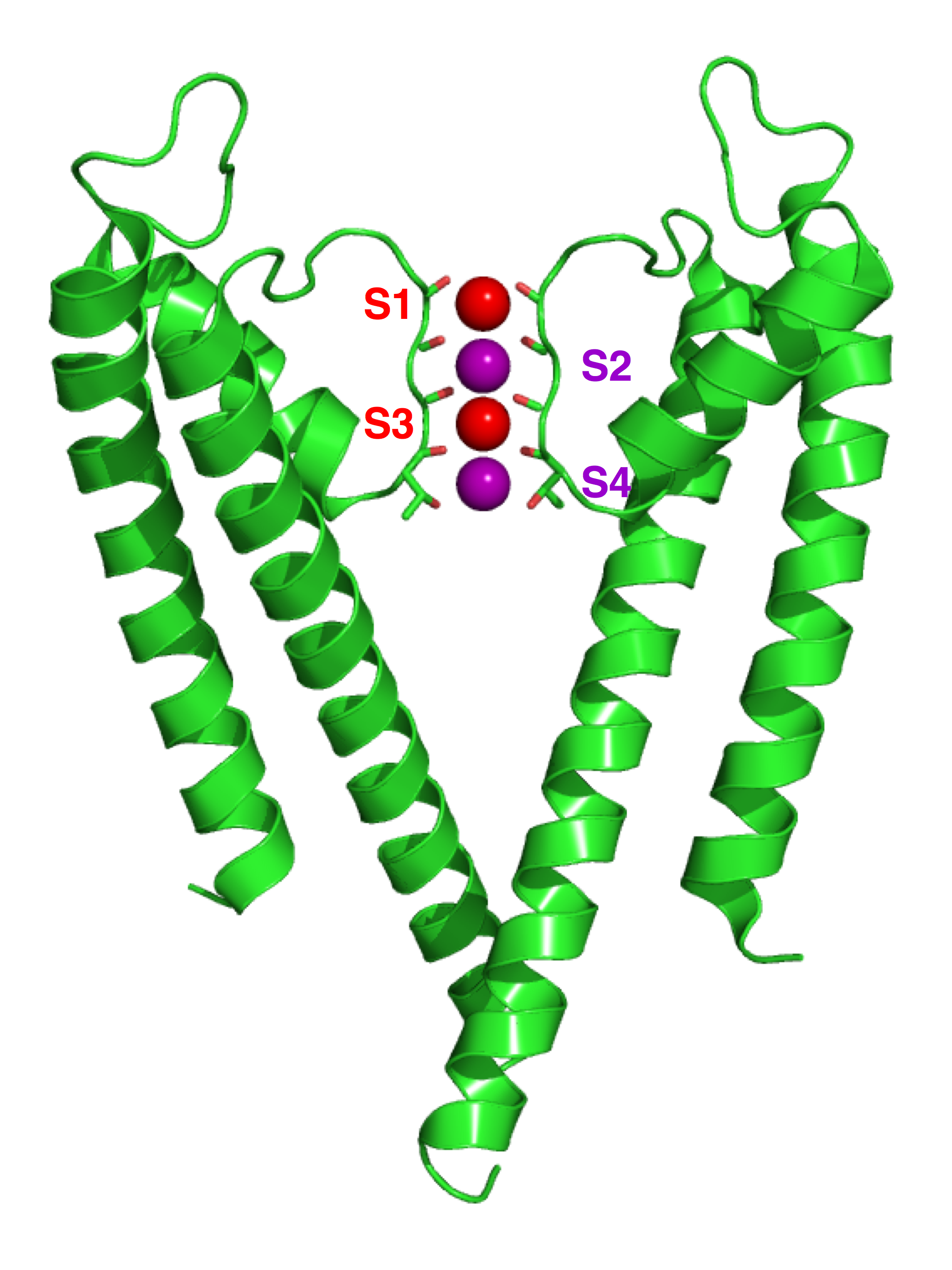
Struttura cristallografica del batterica canale del potassio KcsA (PDB : 1K4C). In questa figura vengono visualizzate solo due delle quattro subunità del tetramero per motivi di chiarezza. La proteina è rappresentata in verde. Sono rappresentati i gruppi carbonilici e gli atomi della treonina (ossigeno = rosso, carbonio = verde). Gli ioni potassio (che occupano i siti S2 e S4) e gli atomi di ossigeno dell'acqua (S1 e S3) sono le sfere viola e rosse, rispettivamente.

### Filtro di selettività
I canali ionici del potassio rimuovono il guscio di idratazione dallo ione quando entra nel filtro di selettività. Il filtro di selettività è formato da una sequenza di cinque residui, TVGYG, all'interno del P-loop di ciascuna subunità. Questa sequenza è altamente conservata, con l'eccezione che un residuo isoleucina dei canali ionici eucarioti spesso è sostituito con un residuo di valina nei procarioti. La sequenza nella P-loop adotta una struttura unica, con gli atomi di ossigeno carbonilici elettronegativi allineati verso il centro del poro del filtro a formare un anti-prisma quadrato che solvata l'acqua intorno ad ogni sito di legame di potassio. Il filtro di selettività si apre verso il versante extracellulare, esponendo quattro ossigeni carbonilici in un residuo di glicina. Il successivo residuo verso il lato extracellulare della proteina è la carica negativa Asp80. Questo residuo insieme con i residui del filtro formano il poro che collega la cavità piena d'acqua nel centro della proteina con la soluzione extracellulare.

### Regione idrofobica
Questa regione è utilizzata per neutralizzare l'ambiente intorno allo ione potassio in modo che non venga attratto da altre cariche. Inoltre, accelera la reazione.

## Regolazione

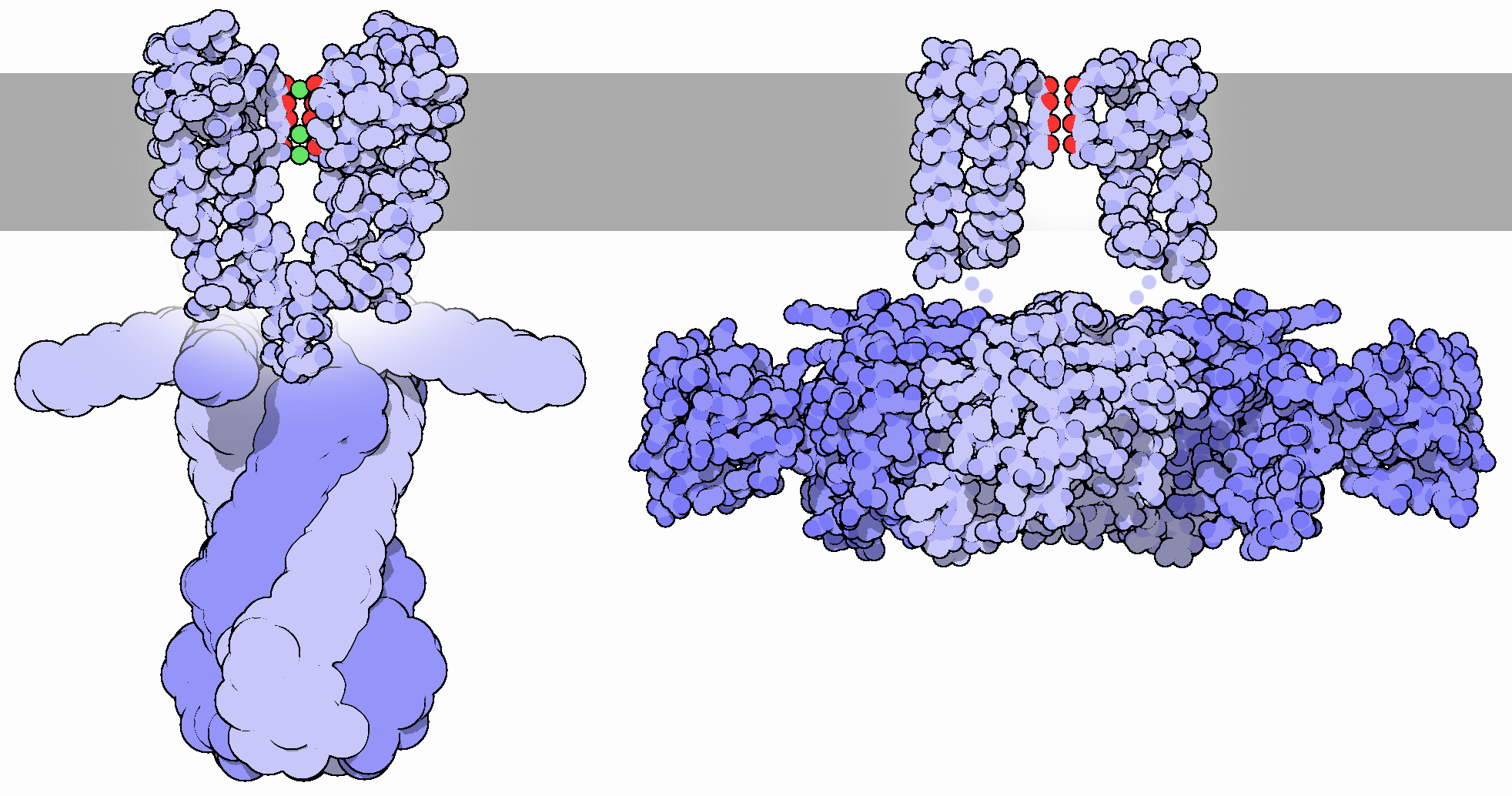
Rappresentazione grafica dei canali del potassio aperti e chiusi (PDB : 1lnq e PDB : 1k4c). Due canali batterici semplici sono messi a confronto, a destra osserviamo la struttura del canale "aperto" e la struttura "chiusa" a sinistra. In alto è presente il filtro (che seleziona ioni potassio), e in fondo il dominio gating (che controlla l'apertura e la chiusura del canale).

Il flusso di ioni attraverso il poro canale del potassio è regolata da due processi, il gating e l'inattivazione. Il gating è l'apertura o la chiusura del canale in risposta a stimoli, mentre l'inattivazione è la cessazione del flusso di corrente dal canale del potassio aperto, insieme alla perdita della capacità del canale di riprendere conduzione. Questi processi servono a regolare la conduttanza del canale, e ciascuno di essi può essere mediato da diversi meccanismi.
Generalmente, il gating è mediato da domini strutturali addizionali che rilevano gli stimoli e aprono il poro del canale. Questi domini rispondono agli stimoli aprendo fisicamente il cancello intracellulare del poro, consentendo agli ioni potassio di attraversare la membrana. Alcuni canali hanno più domini regolatori o proteine accessorie, che possono modulare la risposta allo stimolo. I meccanismi sono ancora oggetto di dibattito, ma per un certo numero di questi domini regolatori si conoscono le strutture, per esempio i settori RCK dei canali dei procarioti e eucarioti,. 
L'inattivazione avviene con il meccanismo detto modello ball and chain ovvero "palla al piede", in riferimento alla sfera di ferro che si assicurava alla caviglia dei carcerati per impedirne la fuga. L'inattivazione comporta l'interazione del N-terminale del canale, o una proteina associata, con il poro, e comporta la sua occlusione. In alternativa, si pensa che l'inattivazione possa avvenire all'interno del filtro di selettività stesso, dove dei cambiamenti strutturali lo renderebbero non conduttivo.

## Bloccanti
I bloccanti dei canali del potassio inibiscono il flusso di ioni potassio attraverso il canale. Essi competono con il potassio nel filtro selettività o si legano fuori dal filtro occludendo la conduzione ionica. Un esempio di bloccanti sono gli ioni di ammonio quaternario, che si legano nel versante extracellulare o nella cavità centrale del canale.  Visto che bloccano la cavità centrale, gli ioni di ammonio quaternario sono noti anche come bloccanti dei canali aperti, perché il blocco richiede la preventiva apertura del cancello citoplasmatico.
Gli ioni Bario possono bloccare le correnti dei canali del potassio, legandosi con alta affinità all'interno del filtro di selettività.  Si pensa che questo stretto legame sia alla base della tossicità del bario, che inibisce l'attività del canale del potassio nelle cellule eccitabili.
In terapia i bloccanti dei canali del potassio, come la 4-aminopiridina e la 3,4-diamminopiridina, sono stati studiati per il trattamento di condizioni come la sclerosi multipla. Agendo sui canali del potassio del cuore, queste molecole possono dare effetti collaterali che portano alla sindrome del QT lungo, una condizione pericolosa per la vita. Di conseguenza, tutti i nuovi farmaci sono testati preclinicamente per la sicurezza cardiaca.

## Canali del potassio muscarinici
Alcuni tipi di canali del potassio sono attivati da recettori muscarinici e sono chiamati canali del potassio muscarinici ( IKACH ). Questi canali sono eterotetrameri composti da due subunità GIRK1 e due subunità GIRK4.  Un esempio è dato dai canali del potassio nel cuore che, se attivati da segnali parasimpatici attraverso i recettori muscarinici M2, provocano una corrente uscente di potassio, che rallenta la frequenza cardiaca.